# 木村登志男
木村 登志男（きむら としお、1943年3月15日 - ）は、日本の実業家。エプソン販売代表取締役社長や、セイコーエプソン代表取締役副社長CFO、法政大学大学院教授を務めた。

## 人物・経歴
東京生まれ。亀戸育ち。横浜国立大学経済学部卒業。横浜国立大学軟式庭球部出身。1965年諏訪精工舎入社。1985年セイコーエプソン電子機器事業本部長。1988年セイコーエプソン総括管理本部副本部長（企画担当）。1991年セイコーエプソンシステム企画開発本部長。1992年セイコーエプソンコン取締役ピュータ・システム事業部長。1993年エプソン販売代表取締役社長。
1994年セイコーエプソン常務取締役。1997年セイコーエプソン専務取締役。2003年からセイコーエプソン代表取締役副社長CFO（Chief Financial Officer）を務め、草間三郎代表取締役社長の下、東京証券取引所第1部への上場などを進めた。2006年に退任後、法政大学大学院専門職大学院イノベーション・マネジメント研究科教授。

## 著書
- 『セイコーエプソン・事業多角化の起源』法政大学イノベーション・マネジメント研究センター 2009年
- 『セイコーエプソンと私 : 幸運な41年間の軌跡』法政大学イノベーション・マネジメント研究センター 2009年
- 『セイコーエプソン・国内販売会社創立』法政大学イノベーション・マネジメント研究センター 2010年
- 『セイコーエプソン・国内市場エプソンブランド完成品躍進の端緒』法政大学イノベーション・マネジメント研究センター 2010年
- 『セイコーエプソン国内販売会社破綻そして再建・方向転換』法政大学イノベーション・マネジメント研究センター 2010年
- 『セイコーエプソン・国内販売再建 : EPSONブランド確立』法政大学イノベーション・マネジメント研究センター 2010年
- 『セイコーエプソン国内販売会社、成長の階段を駆け上がる』法政大学イノベーション・マネジメント研究センター 2010年
- 『セイコーエプソン・国内市場成熟と成長への突破口模索』法政大学イノベーション・マネジメント研究センター 2010年